# 飛水峡

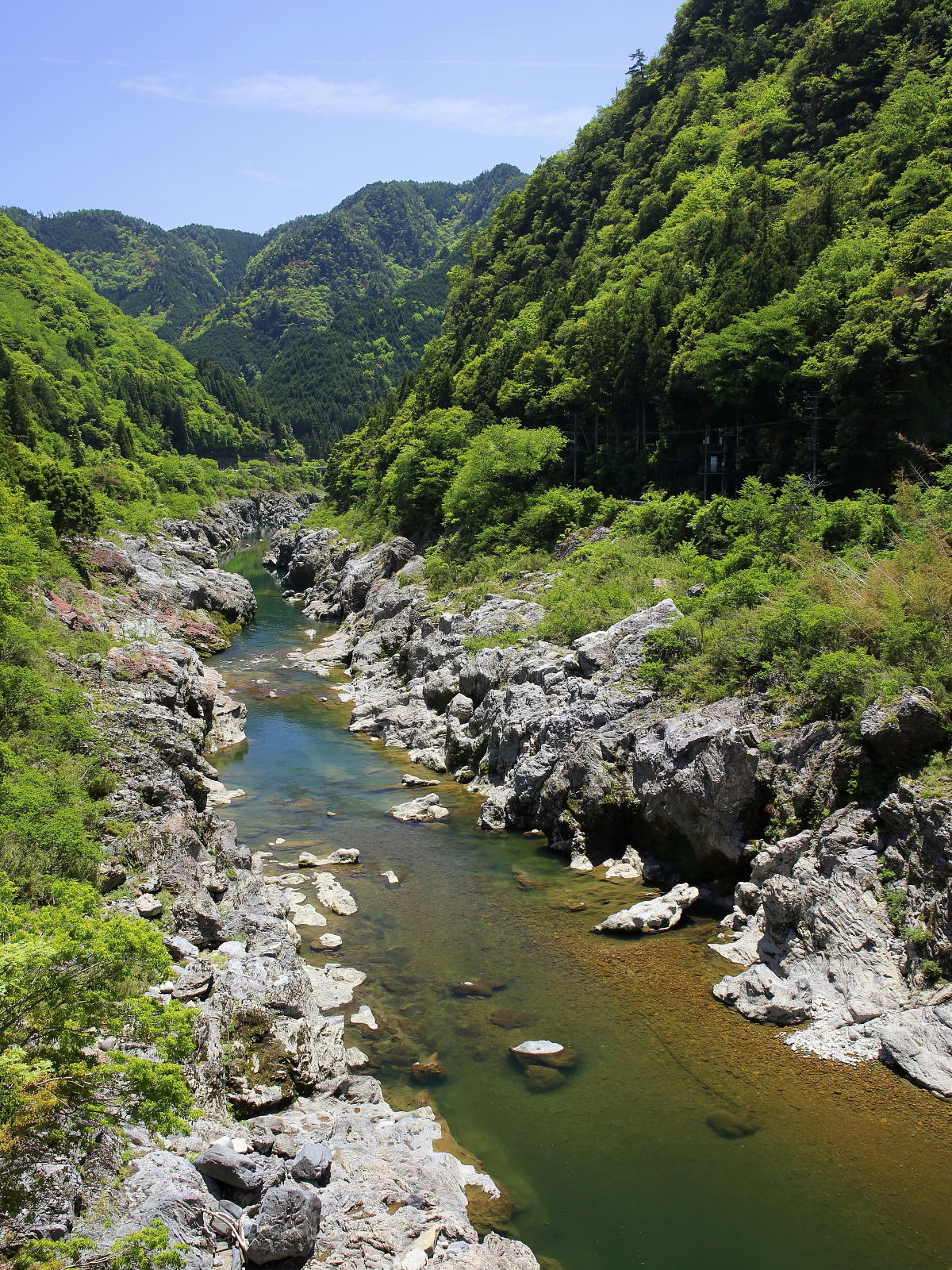
七宗町上麻生付近
（2013年（平成25年）5月）

飛水峡（ひすいきょう）は、岐阜県加茂郡七宗町から加茂郡白川町までの全長約12キロメートルにわたる峡谷。

## 概要
飛水峡を含めた飛騨川流域一帯は、飛騨木曽川国定公園区域の河川公園である。飛水峡のうち、JR高山本線上麻生駅の東約600メートルの飛騨川に架かる「上麻生橋」から上流約2キロメートルの峡谷部分は、甌穴（ポットホール）が河床の岩盤の上に数多く見られることから「飛水峡の甌穴群」（「ロックガーデン」とも称される）として、国指定の天然記念物となっている。初夏に飛水峡の岩肌に花咲く岩躑躅（イワツツジ）も見所。この付近一帯の地質帯は「美濃帯・上麻生ユニット」に属し、採集されたチャートの礫から中生代の三畳紀からジュラ紀の放散虫化石が発見されている。
なお、飛水峡は日本最古の石博物館などとともに中部北陸自然歩道のモデルコースである「日本最古の石にふれるみち」のルート上にある。

## 地形

### 国の天然記念物
「飛水峡の甌穴群」（ひすいきょうのおうけつぐん）
国の天然記念物として1961年（昭和36年）7月6日に「風化及び侵蝕に関する現象」を指定基準として指定された。この「飛水峡の甌穴群」は、その大きさやその数において日本を代表する地域であり、学術上の価値が高く評価されている。

### 日本の典型地形
国土交通省国土地理院の「日本の典型地形、都道府県別一覧」(調査期間：1995年（平成7年）～1999年（平成11年）)において、飛水峡が、以下の地形項目の特徴を持つ代表的な地形箇所として選定されている。
穿入蛇行（せんにゅうだこう）
定義：「自由蛇行に対する言葉で、蛇行状に屈曲する谷の中を流れる河川」
甌穴群（ポットホール）
定義：「河床や河岸の岩石の表面にできる円形の深い穴とその群」

### 画像集

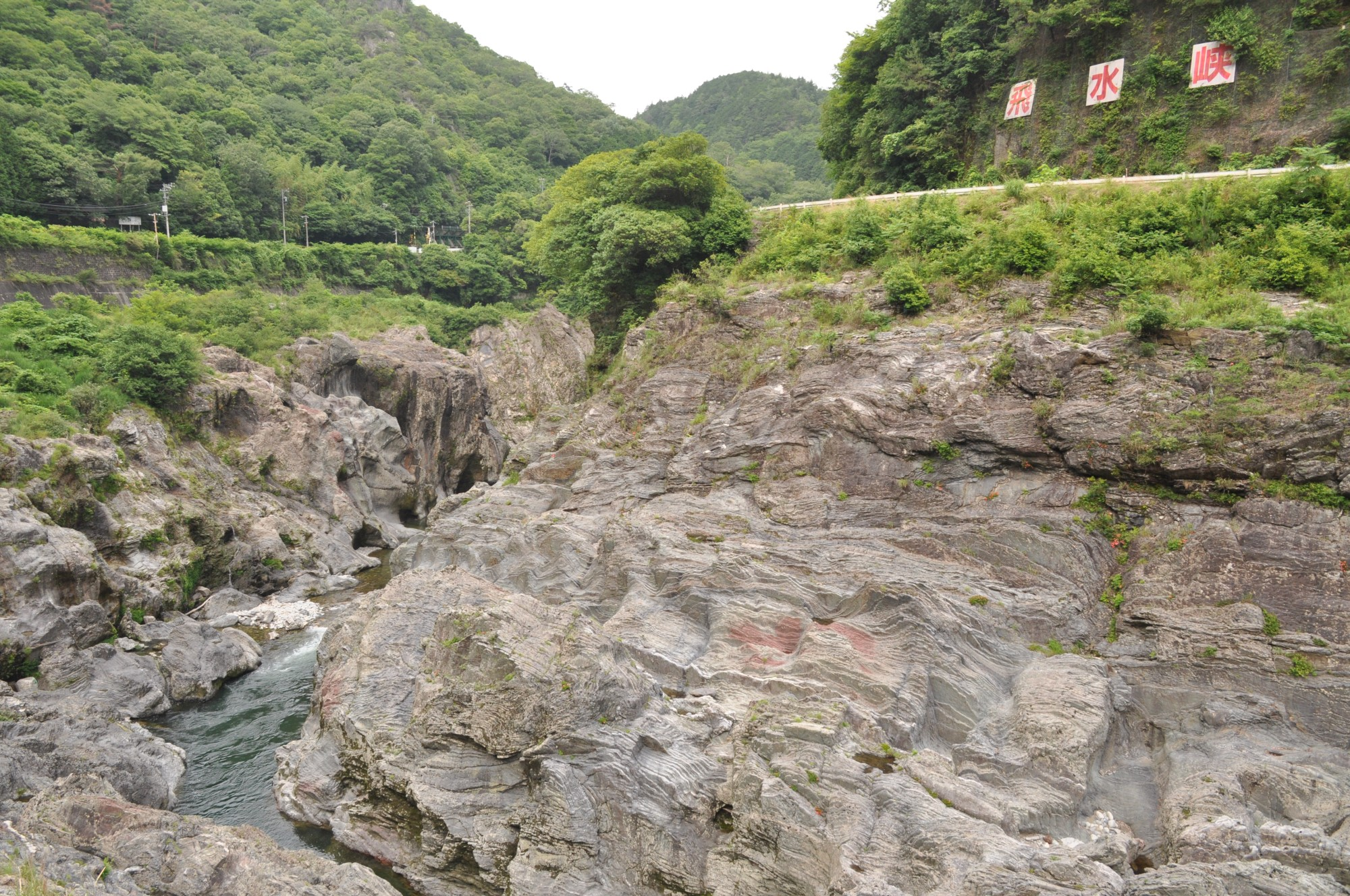
隣接する公園より
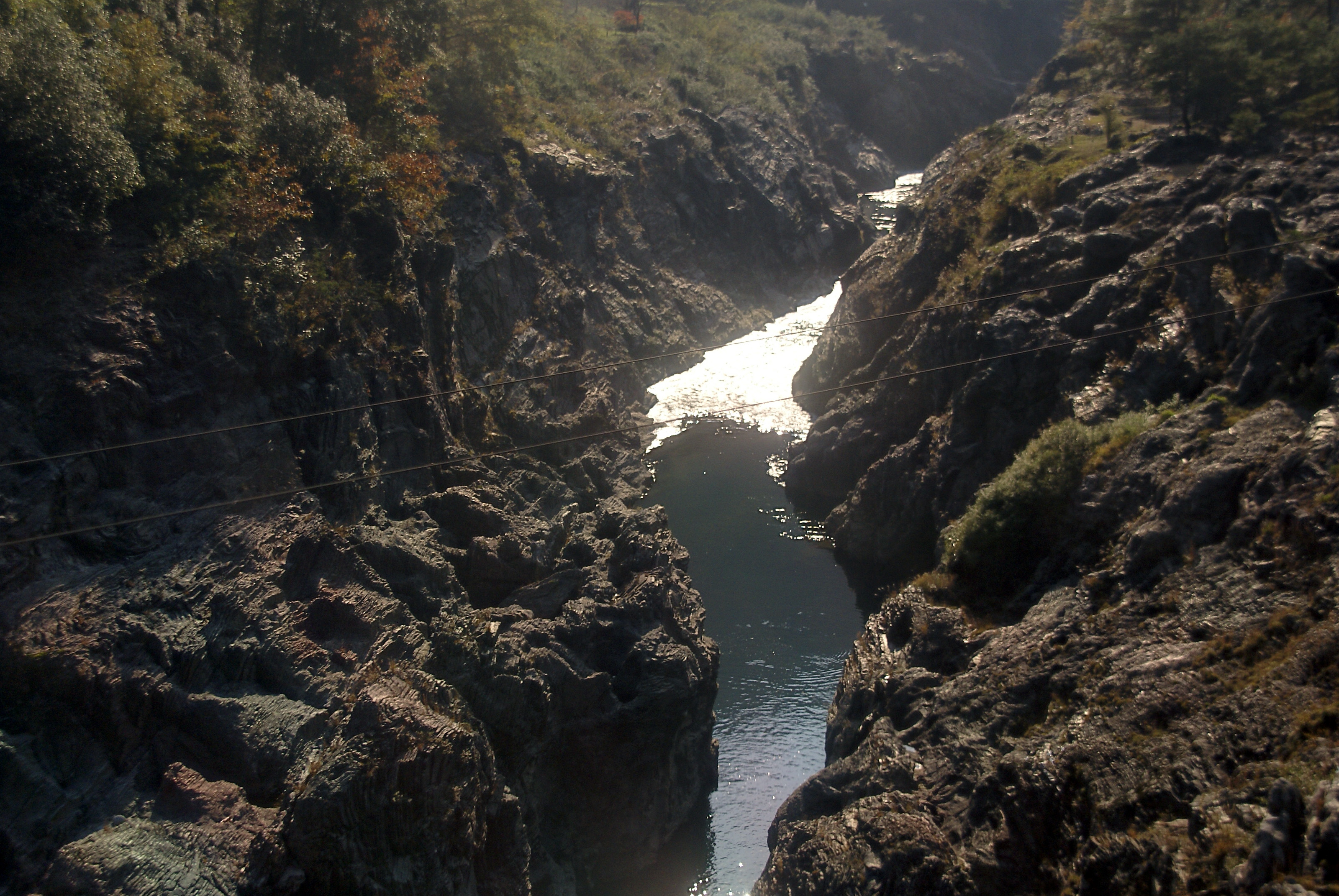
白川町内
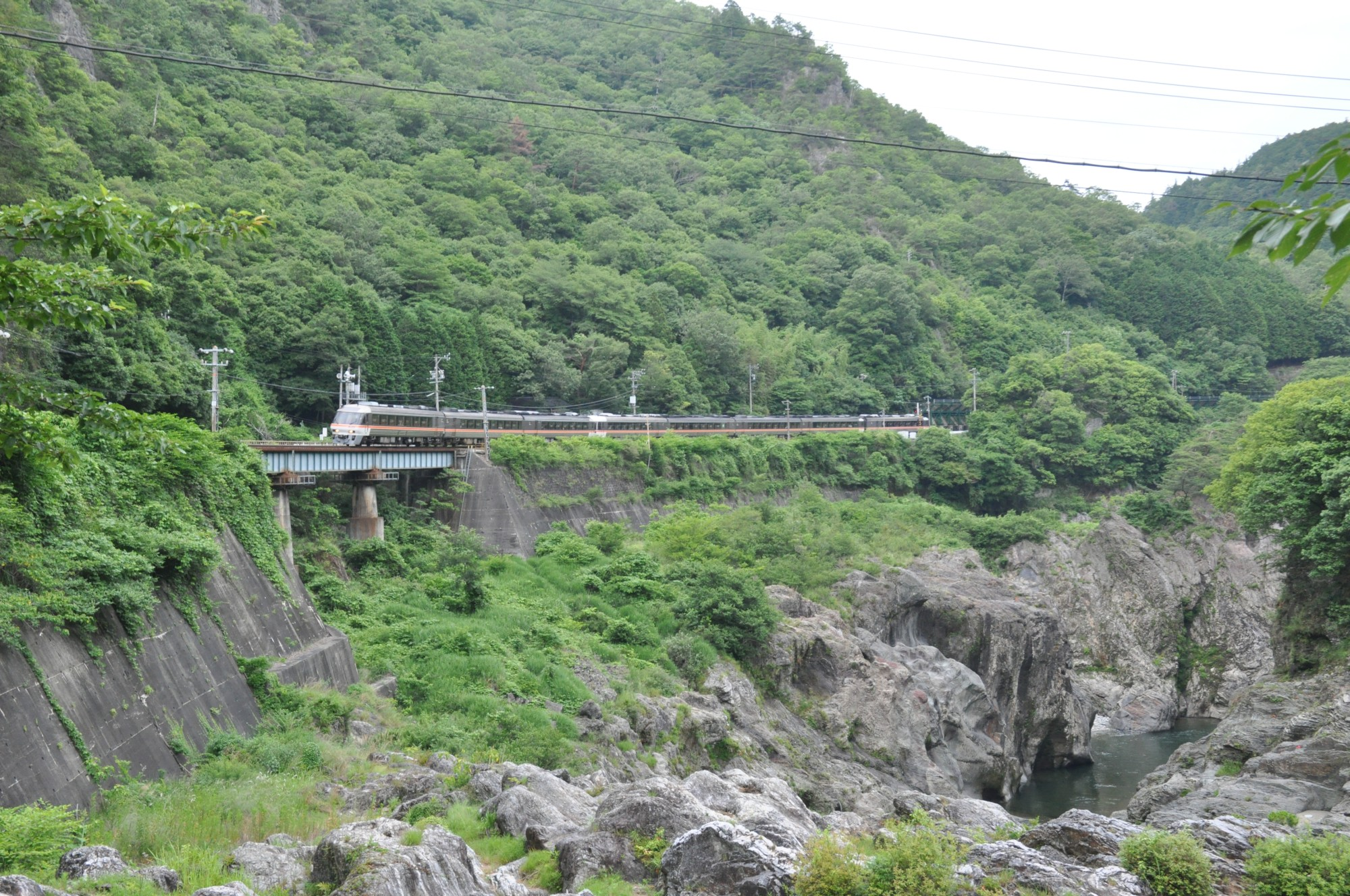
特急ひだ号
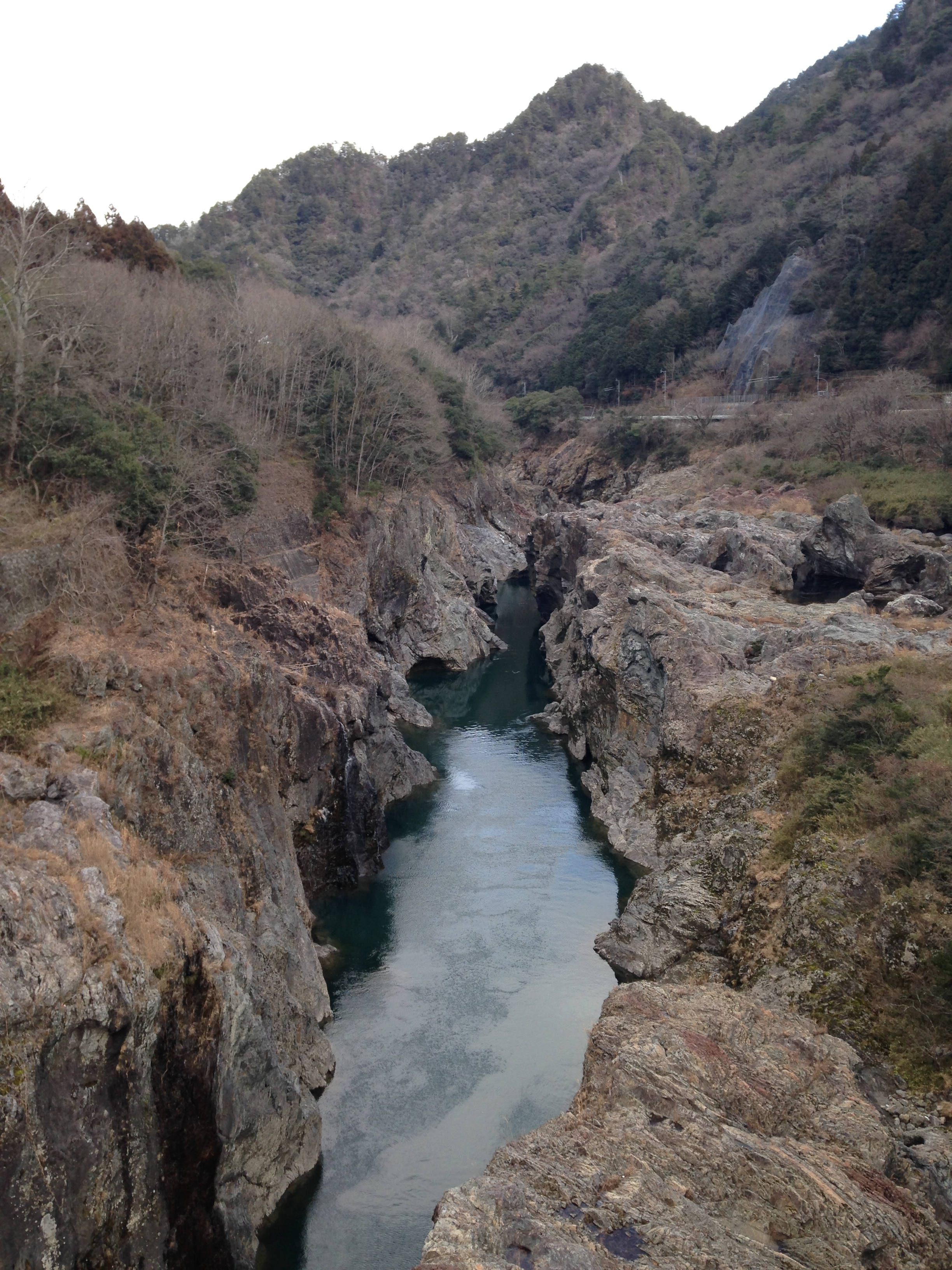
上麻生橋から上流方面
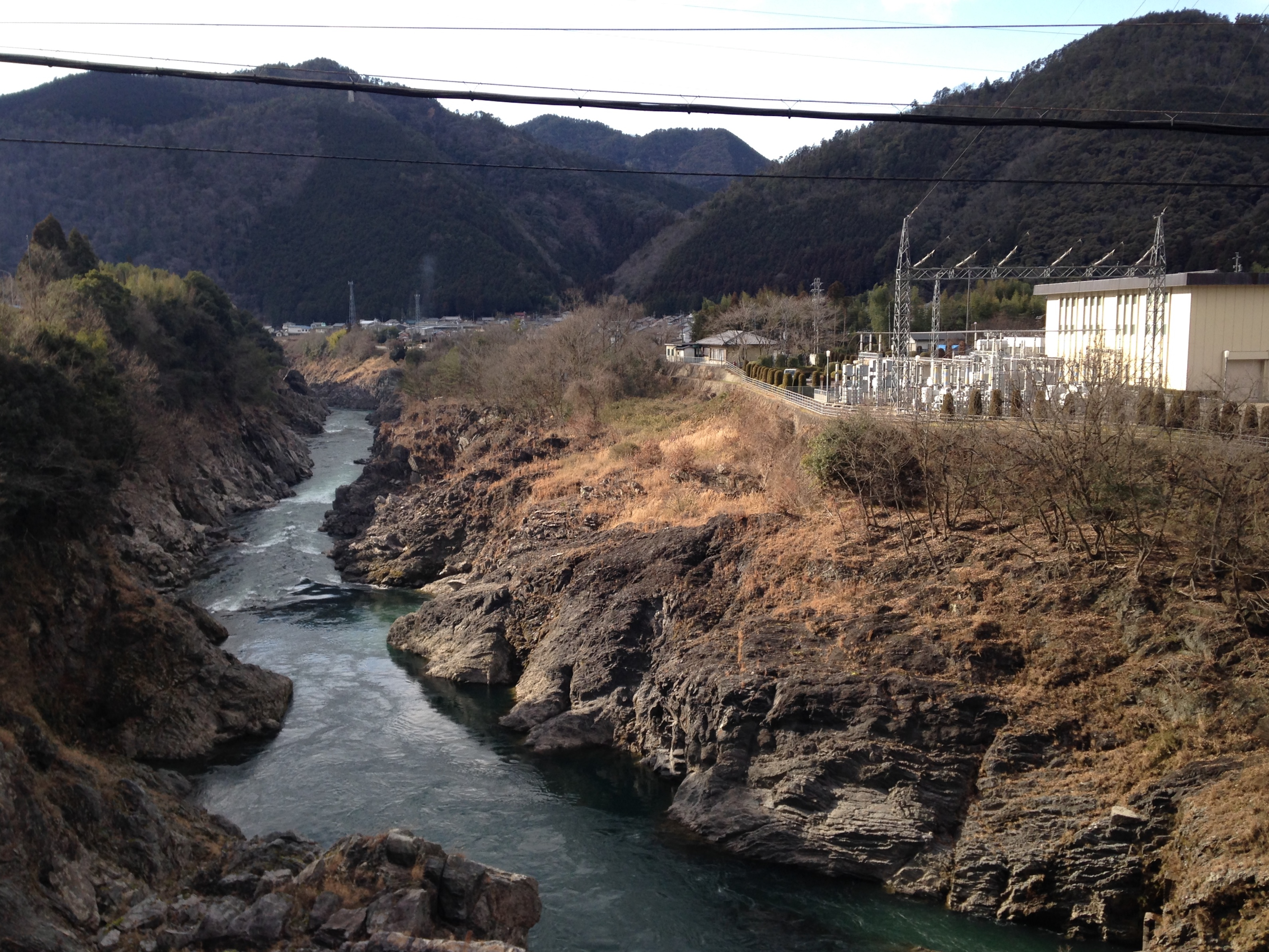
上麻生橋から下流方面、右側の建物は中部電力新上麻生発電所
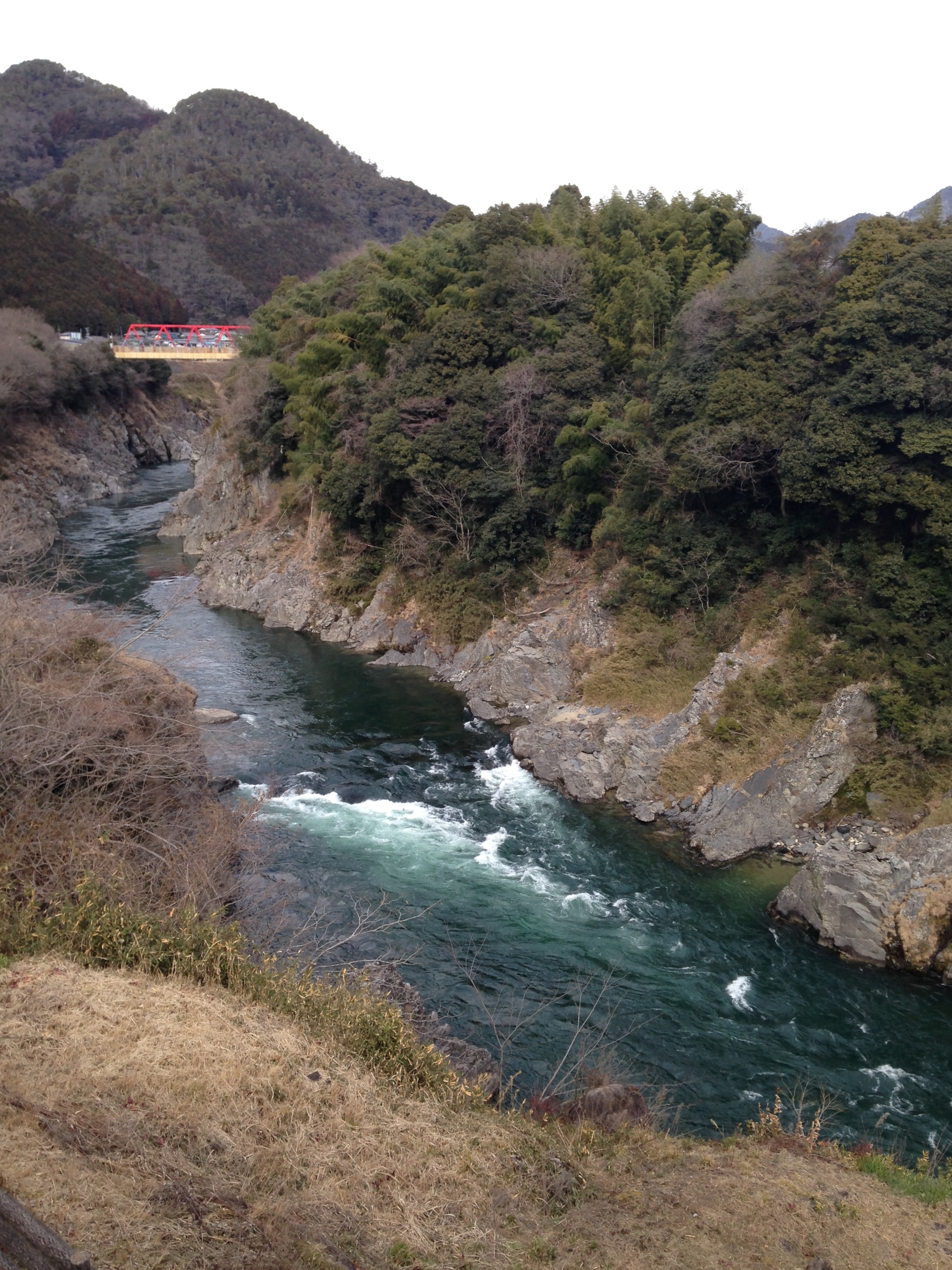
日本最古の石博物館付近、奥に七宗橋が見える
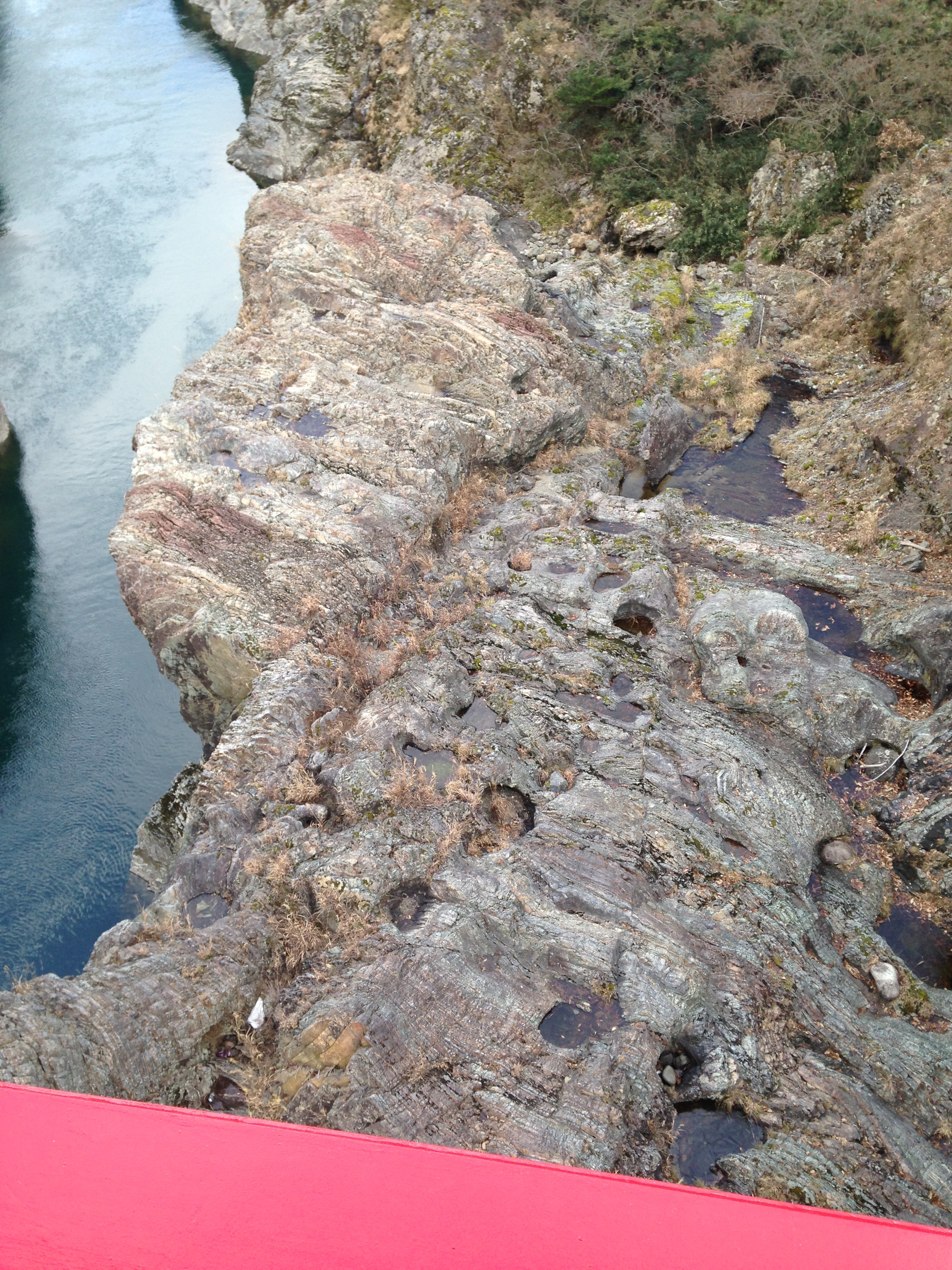
上麻生橋近辺の甌穴群

## 地質

### 日本の地質百選
日本の地質百選（全国地質調査業協会連合会、地質情報整備活用機構による選定）として飛水峡などが2007年（平成19年）5月10日に選定されている
名称
「飛水峡・上麻生礫岩：岐阜」
- 分類：日本の地質百選 No.49。
- 説明：飛騨川の峡谷で両側はジュラ紀付加体のチャートと砂岩からなり、甌穴も多い。上麻生礫岩で日本最古の岩石が見つかる。

### 県の石
県の石として「岐阜県の岩石」（日本地質学会による選定）のチャートが2016年（平成28年）5月10日に選定された。飛水峡がその主要産地の一部となっている。
岩石名
チャート（主要産地：木曽川河畔（各務原市鵜沼、加茂郡坂祝町）、飛水峡（加茂郡七宗町）、金華山（岐阜市））
- 展示場所：日本最古の石博物館（加茂郡七宗町）。
- 説明：チャートは放散虫というプランクトン化石からなる層状の地層。

## 交通アクセス

### 鉄道
- JR東海道本線 名古屋駅から高山本線 上麻生駅まで約80分[14]。
- JR高山本線 岐阜駅から高山本線 上麻生駅まで約55分（普通）。
- JR高山本線 下呂駅から高山本線 上麻生駅まで約60分（普通）。

### 自動車
- 国道41号 - 名古屋市から約90分、下呂市から約60分。
- 東海環状自動車道・美濃加茂ICから約20分。
- 東名高速道路・名神高速道路小牧ICから約60分。

## 周辺

### 鉄道
JR高山本線（上麻生駅、白川口駅）
下りの特急「ひだ」に乗ると、上麻生駅を通過し、飛騨川が見え始めると車内放送で飛水峡が紹介される。上りの場合は飛水峡信号場を過ぎてしばらくすると放送が入る。なお、あくまでもサービスのための放送であり、荒天時・夜間等は放送されない場合がある。
また、鉄道写真の名所としても知られ、この景色をバックに走る列車の写真は見ものである。

### 施設
- 国道41号
- 岐阜県道64号可児金山線
- 飛水峡ロックガーデン
- 道の駅「ロック・ガーデンひちそう」
- 日本最古の石博物館（上記道の駅に併設）